# Skibno
Skibno (do 1945 niem.: Schübben) – wieś sołecka w Polsce położona w województwie zachodniopomorskim, w powiecie koszalińskim, w gminie Sianów.
Według danych z 30 czerwca 2003 r. wieś miała 761 mieszkańców.
Skibno położone jest przy linii kolejowej 202 (Gdańsk-Stargard, stacja kolejowa Skibno).
We wsi ryglowy dworek z II poł. XIX w.